# Damien Wilkins
Damien Lamont Wilkins (Washington, Carolina del Norte, 11 de enero de 1980) es un exjugador de baloncesto estadounidense que disputó 10 temporadas en la NBA. Con 1,98 metros de estatura, jugaba en la posición de alero. Es sobrino de Dominique Wilkins e hijo de Gerald Wilkins.

## Carrera

### Universidad
Procedente del Instituto Dr. Phillips en Orlando, Florida, Wilkins asistió a la Universidad de Georgia donde jugó dos temporadas tras comenzar su carrera universitaria en NC State. En su primera temporada, jugó más minutos (1.083) y partidos (34) que ningún otro freshman en la historia de la universidad. Fue nombrado en el mejor quinteto de freshman de la conferencia y en el mejor del torneo de conferencia. En su último año en NC State, promedió 11.7 puntos y 5.8 rebotes por partido, anotando en dobles figuras en 15 ocasiones.
En la temporada 2000-01, tras dos años en NC State, Wilkins pasó la campaña en blanco debido al cambio de universidad. Al año siguiente, el primero en Georgia, sus promedios fueron de 7.5 puntos, 2.9 rebotes y 2.9 asistencias. En su último año aumentaron sus prestaciones, firmando 12.6 puntos y 5.4 rebotes por partido en 30 encuentros.

### NBA
Tras no ser elegido en el Draft de la NBA, firmó en 2004 como agente libre con Seattle SuperSonics, donde lleva 3 temporadas. En su primera campaña en la liga, jugó 29 partidos, teniendo un gran final de temporada regular. Sus promedios fueron de 6.3 puntos y 2.3 rebotes por partido. Tras una segunda temporada similar, llegó hasta los 8.8 puntos al año siguiente, jugando 31 partidos de titular de los 82 en total que disputó. En dos cursos completos, no se ha perdido ningún encuentro.
El 27 de julio de 2009 fue traspasado a Minnesota Timberwolves junto con Chucky Atkins a cambio de Etan Thomas y dos futuras rondas de draft. El 3 de diciembre de 2010 firmó con Atlanta Hawks.
[actualizar]

## Estadísticas de su carrera en la NBA

### Temporada regular
| Año     | Equipo        | PJ  | PT  | MPP  | %TC  | %3P  | %TL  | RPP | APP | ROB | TPP | PPP |
| ------- | ------------- | --- | --- | ---- | ---- | ---- | ---- | --- | --- | --- | --- | --- |
| 2004-05 | Seattle       | 29  | 7   | 17.9 | .435 | .271 | .618 | 2.3 | .9  | .8  | .3  | 6.3 |
| 2005-06 | Seattle       | 82  | 12  | 18.6 | .444 | .250 | .840 | 2.3 | 1.3 | .9  | .2  | 6.5 |
| 2006-07 | Seattle       | 82  | 31  | 24.8 | .435 | .410 | .882 | 2.8 | 1.9 | 1.1 | .2  | 8.8 |
| 2007-08 | Seattle       | 76  | 31  | 24.3 | .403 | .323 | .736 | 3.2 | 2.0 | .8  | .2  | 9.2 |
| 2008-09 | Oklahoma City | 41  | 14  | 15.5 | .362 | .375 | .804 | 1.7 | .9  | .5  | .2  | 5.3 |
| 2009-10 | Minnesota     | 80  | 31  | 19.8 | .433 | .295 | .798 | 3.1 | 1.7 | .8  | .3  | 5.6 |
| 2010-11 | Atlanta       | 52  | 0   | 13.0 | .504 | .200 | .714 | 1.7 | .8  | .5  | .2  | 3.5 |
| 2011-12 | Detroit       | 60  | 2   | 15.4 | .394 | .304 | .630 | 1.7 | .7  | .5  | .2  | 3.2 |
| 2012-13 | Philadelphia  | 61  | 21  | 18.0 | .459 | .333 | .743 | 1.7 | 1.5 | .6  | .3  | 6.4 |
| 2017-18 | Indiana       | 19  | 1   | 8.0  | .333 | .222 | .750 | .8  | .5  | .1  | .1  | 1.7 |
| Total   | Total         | 582 | 150 | 18.9 | .426 | .327 | .783 | 2.3 | 1.4 | .7  | .2  | 6.2 |

### Playoffs
| Año   | Equipo  | PJ | PT | MPP  | %TC  | %3P  | %TL  | RPP | APP | ROB | TPP | PPP |
| ----- | ------- | -- | -- | ---- | ---- | ---- | ---- | --- | --- | --- | --- | --- |
| 2005  | Seattle | 7  | 0  | 19.4 | .444 | .273 | .444 | 2.6 | .4  | 1.4 | .1  | 5.6 |
| 2011  | Atlanta | 8  | 0  | 4.9  | .538 | .000 | .000 | 1.0 | .1  | .3  | .3  | 1.8 |
| Total | Total   | 15 | 0  | 11.7 | .469 | .231 | .444 | 1.7 | .3  | .8  | .2  | 3.5 |